# The Future and the Past
The Future and the Past è il secondo album della cantante statunitense Natalie Prass, pubblicato nel 2018.
Sul sito Metacritic totalizza un rating di 82/100 basato su 19 recensioni.
| Recensione    | Giudizio |
| ------------- | -------- |
| AllMusic      | [ 1 ]    |
| Rolling Stone | [ 2 ]    |
| Pitchfork     | [ 2 ]    |
| The Guardian  | [ 2 ]    |
| Q             | [ 2 ]    |

## Tracce
1. Oh My – 3:16
2. Short Court Style – 3:44
3. Interlude: Your Fire – 0:33
4. The Fire – 3:28
5. Hot for the Mountain – 4:31
6. Lost – 3:11
7. Sisters – 4:36
8. Never Too Late – 3:49
9. Ship Go Down – 6:04
10. Nothing to Say – 4:26
11. Far From You – 3:34
12. Ain't Nobody – 4:22

## Classifiche
| Classifica (2018)     | Posizione massima |
| --------------------- | ----------------- |
| Belgio (Fiandre)      | 157               |
| US Heatseekers Albums | 10                |
| US Independent Albums | 29                |
| US Tastemakers Albums | 23                |